# San Pawl Milqi
San Pawl Milqi es la ruina de una villa agrícola de la época romana y un templo pagano, el más extenso que se haya descubierto en Malta. Se construyó una iglesia cristiana en el sitio basada en el relato bíblico del naugfragio de san Pablo. En el sitio de una capilla actual había un templo dedicado al dios griego Apolo y una villa romana. Según la tradición religiosa, la villa es donde San Publio, el gobernador y primer obispo de Malta, recibió a San Pablo después de su naufragio.
Además de los Hechos de los Apóstoles no hay otras menciones del hecho, ni tradiciones posteriores hasta entrada la Edad Media. También es controversial la locación del naufragio ya que el texto griego se refiere a  Melite (tradicionalmente identificada como Malta) que puede ser alguna otra isla.
La evidencia de culto cristiano en el sitio solo se remonta a la construcción de la primera capilla en el siglo XIV.

## Historia

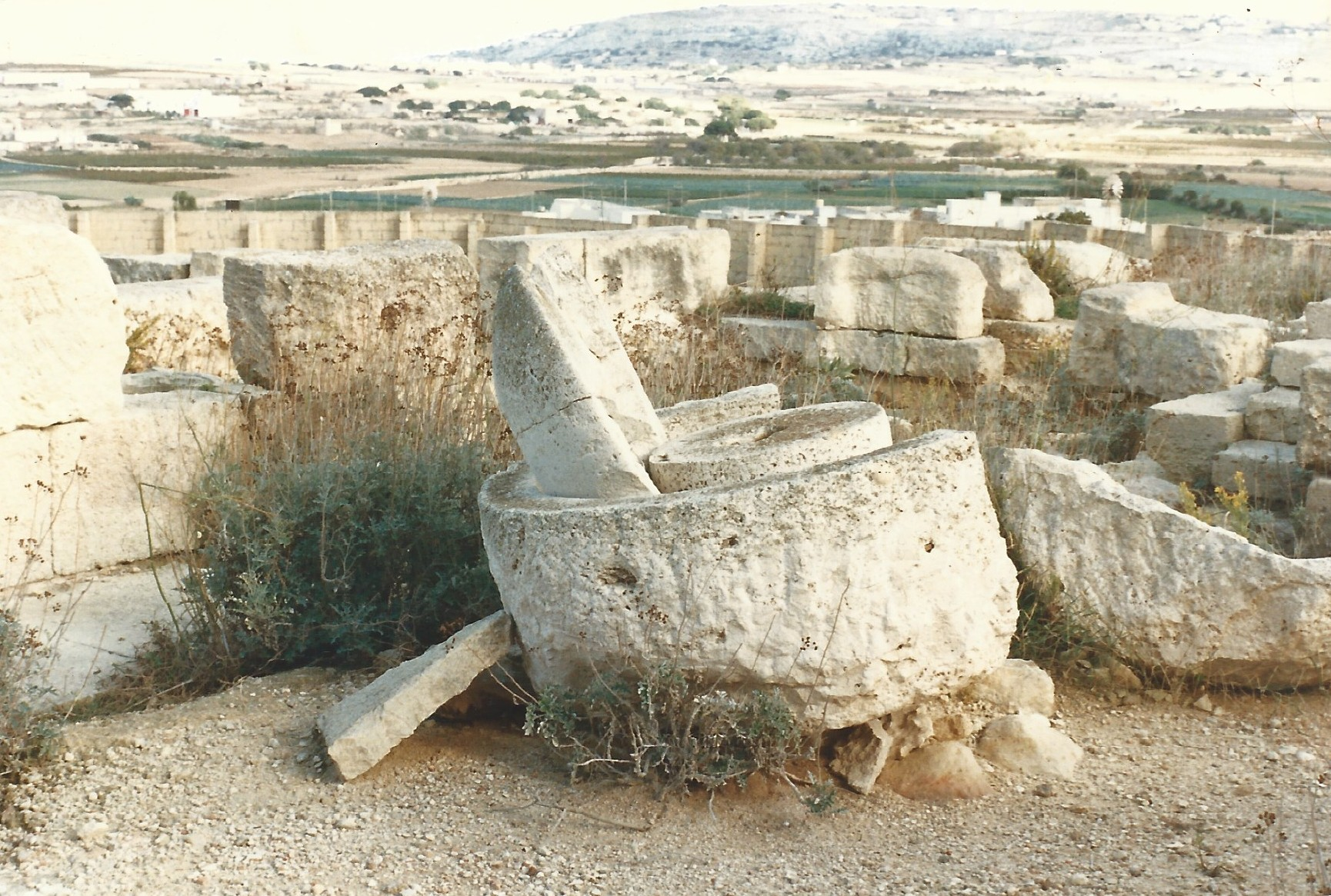
Equipos olivareros en el sitio.

El sitio ha estado en uso desde tiempos prehistóricos; un par de tumbas se remontan a Zebbug y posiblemente a las fases Borg in-Nadur de la Edad del Bronce maltesa.
El primer edificio en el sitio probablemente se construyó en el período fenicio-púnico, cuando el sitio se usaba intermitentemente para la agricultura . Queda un pequeño número de estructuras de este período y un entierro tiene una inscripción neopúnica.
En la época romana, la posición del sitio en las laderas de un valle fértil y la proximidad al puerto romano de Salina significaba que era ideal para la producción de aceite de oliva. Se amplió el establecimiento; el patio central original se transformó en un área industrial. Se conservan el trapecio (molino giratorio para separar las pepitas de la aceituna), los puntos de anclaje y al menos dos prensas, así como un conjunto de cubas de decantación utilizadas para la depuración del aceite.
El sitio fue finalmente reducido en tamaño y rodeado por un grueso muro de fortificación. Esta muralla fue erigida alrededor del siglo III d. C. por los romanos como medio de defensa de los invasores. Sus murallas fortificadas, el suministro constante de agua y su buena posición significaban que estaba idealmente ubicado para controlar el puerto y los valles cercanos.
Durante el período árabe, el sitio fue destruido en gran parte debido a las invasiones y ataques marítimos. Los árabes decidieron utilizar los restos para fortificar el sitio con técnicas de construcción limitadas.

## Excavación
Aunque los restos de la villa se conocen desde hace mucho tiempo, las excavaciones científicas, dirigidas por la Misión Arcqueológica Italiana en Malta, no comenzaron hasta 1963. El informe final sobre estas excavaciones aún no se ha publicado.
El sitio fue incluido en la Lista de Antigüedades de 1925.